# Tetrastichomphale
Tetrastichomphale is een geslacht van vliesvleugeligen uit de familie Eulophidae. De wetenschappelijke naam van dit geslacht is voor het eerst geldig gepubliceerd in 1935 door Girault.

## Soorten
Het geslacht Tetrastichomphale is monotypisch en omvat slechts de volgende soort:
- Tetrastichomphale multivena Girault, 1935